# Glyceryltrioleaat
Glyceryltrioleaat of trioleine is een gecondenseerde binding tussen glycerol (propaan-1,2,3-triol) en oliezuur. De moleculen bevatten drie estergroepen.